# 堀江淳
堀江 淳（ほりえ じゅん、1960年10月19日 - ）は、日本のシンガーソングライター。北海道苫小牧市出身。ブライト所属。血液型はA型。身長162cm、体重48kg。

## 来歴
北海道苫小牧市生まれ。北海道苫小牧南高等学校卒業後、札幌のライブハウスを中心にプロデビューを目指して活動する。米米クラブなどで活躍するパーカッショニストの三沢またろうは中学の同級生。娘はモデルの堀江紗彩。
1979年、CBSソニー（現：ソニー・ミュージックエンタテインメント）の第1回SDオーディションに合格し、1981年、「メモリーグラス」でデビュー。中性的な容姿と声も話題になり（ちなみに「メモリーグラス」の歌詞の内容は女性の語り）、デビューシングルは70万枚の大ヒットを記録する。オリコン最高3位。当時の事務所は研音グループのケン企画。
1994年、所属事務所を大手広告通信社へ移籍。ビクターエンタテインメントよりシングル「かなしくてLovin’You」「迷宮～ラビリンス」、アルバム「微風通信」をリリース。
1998年、ユニット「spoon」を結成。ライブ活動やインターネットテレビへの出演、アニメ「ドキドキ♡伝説 魔法陣グルグル」のEDテーマを手がけるなどの活動を行ったが、2004年に活動休止。
以後はソロ活動に戻り、ラジオ出演、他ミュージシャンのプロデュース、楽曲提供などで、地道に活動を続ける。
2006年、デビュー25周年。
2008年3月、所属事務所をFORTUNE（フォーチュン）へ移籍。
2008年4月、グループ会社・タニプロモーション所属に変更。ボイストレーナーとして後進の指導にも当たる。
2013年4月、ビクターエンタテインメントから「花ひとつ 夢ひとつ」をリリース。西田敏行が歌詞を提供した。
2013年4月、所属事務所を株式会社ブライトに移籍。
2015年7月、ひばり児童合唱団とのコラボレーションによるアルバム『四季の音色』～心に残る日本の童謡唱歌～をリリース。
年間100本以上のライブを行い、オリジナル曲は勿論、カバー曲、童謡・唱歌などを交えたステージで、幅広い年齢層から支持されている。

## エピソード
世間では一発屋として認識されており、いわゆる「あの人は今!?」系の番組に頻繁に出演している。
また「メモリーグラス」のヒットからしばらくした1983年、交通事故に遭い負傷したと報道されたことが原因とみられる死亡説が流れたことがあるが、その噂が立った後、自ら健在であることをアピールするため「“生きてますよ”コンサートツアー」と銘打ったツアーを挙行した。
しかし、生きているのを知るのは会場に来たファンのみで世間で死亡説は消えず、さらにはアジア移住説までもが流れ「堀江淳をタイで見た」等の目撃証言等も報じられたが、本人は「僕はタイに行った事ないから」と語っている。さらに地元、苫小牧市の水道局に偶然にも同姓同名の職員がおり、「堀江淳は苫小牧に帰り公務員になった」という噂も流れたという。
のちに『さんまのからくりTV』の企画「からくり 芸能人替え歌王」に出演した際、これらの様々な噂に加え後述の「実は水割りが苦手」という件を「メモリーグラス」のメロディに乗せた替え歌「誤解だらけ」を披露している。
また、1996年には『明石家サンタの史上最大のクリスマスプレゼントショー』に電話出演し、「死亡説が流れました」と言った瞬間に合格が決まり鐘を鳴らされたことがある。
2006年9月までエフエム世田谷『オープンサロン834』を担当していた。三軒茶屋キャロットタワーのサテライトスタジオから毎週水曜日に生放送を行っていた。
東京・広尾の交差点で昼間に信号待ちをしている時に「水割りを下さい。涙の数だけ」という歌詞とメロディーが思い浮かび、それを基に「メモリーグラス」という曲を書き上げた（酒を提供する店でアルバイトしていた時期があり、客の「水割りを下さい」という言葉が耳に残っており、そこからインスピレーションを膨らませたという）。既に決定していたデビュー曲を押しのけ「メモリーグラス」でデビューを飾る。
「私は北海道出身。当時、水割りと言えば、ウィスキーの水割り」と述べている。
「メモリーグラス」には水割りが登場するが、「水割りは苦手な堀江淳です」と述べている。飲むのはお湯割り。「水割りをください」と言ったことはないという。
ラジオ番組『ザ・ヒットパレード』では、ニューミュージックではなく演歌・ムード歌謡に分類されていた。

## ディスコグラフィ

### シングル
| 発売日                     | 面        | タイトル                         | 作詞              | 作曲      | 編曲      | 規格      | 規格品番   |
| CBSソニー                  | CBSソニー | CBSソニー                        | CBSソニー         | CBSソニー | CBSソニー | CBSソニー | CBSソニー  |
| -------------------------- | --------- | -------------------------------- | ----------------- | --------- | --------- | --------- | ---------- |
| 1981年4月21日              | A         | メモリーグラス                   | 堀江淳            | 堀江淳    | 船山基紀  | EP        | 07SH 967   |
| 1981年4月21日              | B         | 夢吹雪                           | 堀江淳            | 堀江淳    | 船山基紀  | EP        | 07SH 967   |
| 1981年10月1日              | A         | ルージュ                         | 堀江淳            | 堀江淳    | 船山基紀  | EP        | 07SH 1050  |
| 1981年10月1日              | B         | セーラ                           | 堀江淳            | 堀江淳    | 飛澤宏元  | EP        | 07SH 1050  |
| 1982年3月1日               | A         | ラストダンス                     | 堀江淳 麻木かおる | 堀江淳    | 萩田光雄  | EP        | 07SH 1124  |
| 1982年3月1日               | B         | Fall in love again               | 堀江淳            | 堀江淳    | 船山基紀  | EP        | 07SH 1124  |
| 1982年9月21日              | A         | あとずさり                       | 来生えつこ        | 堀江淳    | 船山基紀  | EP        | 07SH 1198  |
| 1982年9月21日              | B         | さよならの街角                   | 麻木かおる        | 堀江淳    | 船山基紀  | EP        | 07SH 1198  |
| 1983年6月22日              | A         | 大いなる愛                       | 堀江淳            | 千野秀一  | 田中洋    | EP        | 07SH 1307  |
| 1983年6月22日              | B         | 万耶のテーマ（Inst.）            | -                 | 千野秀一  | 田中洋    | EP        | 07SH 1307  |
| 1983年9月21日              | A         | 思い出ララバイ                   | 堀江淳            | 堀江淳    |           | EP        | 07SH 1395  |
| 1983年9月21日              | B         | エメラルド・ヴュー               | 境長生            | 堀江淳    |           | EP        | 07SH 1395  |
| ビクターエンタテインメント |           |                                  |                   |           |           |           |            |
| 1994年11月23日             | 1         | かなしくてLoving You             |                   |           |           | CD        | VIDL-12007 |
| 1994年11月23日             | 2         | ふたりのホーリー・ナイト         |                   |           |           | CD        | VIDL-12007 |
| 1994年11月23日             | 3         | リメンバー                       |                   |           |           | CD        | VIDL-12007 |
| 1994年11月23日             | 4         | かなしくてLoving You（カラオケ） | -                 |           |           | CD        | VIDL-12007 |
| 1996年4月21日              | 1         | 迷宮〜ラビリンス〜               |                   |           |           | 8cmCD     | VIDL-10644 |
| 1996年4月21日              | 2         | CARIBBIAN CLUB                   |                   |           |           | 8cmCD     | VIDL-10644 |
| 1996年4月21日              | 3         | 迷宮〜ラビリンス〜（Inst.）      | -                 |           |           | 8cmCD     | VIDL-10644 |
| 1996年4月21日              | 4         | CARIBBIAN CLUB（Inst.）          | -                 |           |           | 8cmCD     | VIDL-10644 |
| FORTUNE RECORDS            |           |                                  |                   |           |           |           |            |
| 2009年12月4日              | 1         | ありがとう                       |                   |           |           | CD        | FER1001    |
| 2009年12月4日              | 2         | メモリーグラス                   | 堀江淳            | 堀江淳    |           | CD        | FER1001    |
| 2009年12月4日              | 3         | Believe                          |                   |           |           | CD        | FER1001    |
| 2009年12月4日              | 4         | ありがとう（Inst.）              | -                 |           |           | CD        | FER1001    |
| 2010年2月5日               | 1         | ありがとうII                     |                   |           |           | CD        | FER1002    |
| 2010年2月5日               | 2         | うんと健康あわたま百面相         |                   |           |           | CD        | FER1002    |
| 2010年2月5日               | 3         | メモリーグラス                   | 堀江淳            | 堀江淳    |           | CD        | FER1002    |
| 2010年2月5日               | 4         | ありがとうII（Inst.）            | -                 |           |           | CD        | FER1002    |
| ビクターエンタテインメント |           |                                  |                   |           |           |           |            |
| 2013年4月17日              | 1         | 花ひとつ 夢ひとつ                | 西田敏行          | 堀江淳    |           | CD        | VICL36779  |
| 2013年4月17日              | 2         | メモリーグラス (acoustic ver．)  | 堀江淳            | 堀江淳    |           | CD        | VICL36779  |
| 2013年4月17日              | 3         | ありがとう                       |                   |           |           | CD        | VICL36779  |
| 2013年4月17日              | 4         | 花ひとつ 夢ひとつ（Inst.）       | -                 | 堀江淳    |           | CD        | VICL36779  |
| 2013年5月29日              | 1         | メモリーグラス（誤解だらけ）     | 堀江淳            | 堀江淳    |           | 配信      |            |

### アルバム

#### オリジナル・アルバム
| 発売日                     | タイトル | 規格      | 規格品番      |
| CBSソニー                  | CBSソニー | CBSソニー | CBSソニー     |
| -------------------------- | --- | --------- | ------------- |
| 1981年4月21日              | 硝子通り～去りゆく季節の中で～ A面 1. 序章 ～HEART～ 2. メモリーグラス 3. ひとり芝居 4. 終止符 5. 蒼い季節 6. ルージュ B面 1. SAIL MY SOUL 2. 雨の夜にはワイン 3. 硝子通り 4. 渚にて 5. 夢模様 6. 終章 ～DREAM～                            | LP        | 28AH 1291     |
| 1981年4月21日              | 硝子通り～去りゆく季節の中で～ A面 1. 序章 ～HEART～ 2. メモリーグラス 3. ひとり芝居 4. 終止符 5. 蒼い季節 6. ルージュ B面 1. SAIL MY SOUL 2. 雨の夜にはワイン 3. 硝子通り 4. 渚にて 5. 夢模様 6. 終章 ～DREAM～                            | CT        | 28KH 1010     |
| 1991年6月15日              | 硝子通り～去りゆく季節の中で～ A面 1. 序章 ～HEART～ 2. メモリーグラス 3. ひとり芝居 4. 終止符 5. 蒼い季節 6. ルージュ B面 1. SAIL MY SOUL 2. 雨の夜にはワイン 3. 硝子通り 4. 渚にて 5. 夢模様 6. 終章 ～DREAM～                            | CD        | SRCL-1873     |
| 2017年5月24日              | 硝子通り～去りゆく季節の中で～ A面 1. 序章 ～HEART～ 2. メモリーグラス 3. ひとり芝居 4. 終止符 5. 蒼い季節 6. ルージュ B面 1. SAIL MY SOUL 2. 雨の夜にはワイン 3. 硝子通り 4. 渚にて 5. 夢模様 6. 終章 ～DREAM～                            | 配信      | MHXX02399B00Z |
| 1982年5月21日              | 夢のあやとり A面 1. プロローグ ～訪れ～ 2. いつか風の中で 3. ブルーな気分 4. ラストダンス 5. 置手紙 6. サマーレディ B面 1. 白い砂浜 2. 雨のロンリネス 3. 夢のあやとり 4. 街の灯 5. エピローグ ～遠い君へ～                                  | LP        | 28AH-1421     |
| 1983年11月21日             | 哀しみ色のえのぐ A面 1. 愛のプロローグ 2. Dreamy love 3. 君と… 4. 時は流れて 5. キャンドルライト 6. 雨のシンフォニー 7. See You Again B面 1. 雪舞 2. ラスト・コール 3. 想い出ララバイ 4. 哀しみ色のえのぐ 5. 追憶のエピローグ 6. 旅立つ朝に | LP        | 28AH-1597     |
| ビクターエンタテインメント | |           |               |
| 1995年2月23日              | 微風通信 1. 微風通信 2. 君がいて僕がいて 3. 迷宮 4. かなしくてLovin’ You 5. ふたりのHoly Night 6. STAR TIED LOVERS 7. さよならを責めはしない 8. CARIBBEAN CLUB 9. GAIA 10. Remember                                                         | CD        | VICL-621      |
| 2003年10月                 | 私でいるために ※spoon名義 1. Scar 2. Lover&Mother 3. あわよくば。 4. バランス 5. 黄色いソファ 6. 三日月 7. ナチュラリスト 8. Cheers! 9. 遠くまで 10. 私でいるために                                                                         | CD        |               |
| 2015年7月31日              | 四季の音色～心に残る日本の童謡唱歌 堀江淳 Feat. ひばり児童合唱団 1. 朧月夜 2. 埴生の宿 3. 故郷 4. 我は海の子 5. 夏は来ぬ 6. 浜辺の歌 7. 紅葉 8. 赤とんぼ 9. 旅愁 10. 冬の夜 11. ペチカ 12. 冬景色                                           | CD        |               |

#### ベストアルバム
| 発売日       | タイトル | 規格 | 規格品番  |
| ------------ | --- | ---- | --------- |
| 1983年       | THE BEST ’83 A面 1. あとずさり 2. ラストダンス 3. 雨の夜にはワイン 4. いつか風の中で 5. ひとり芝居 6. ルージュ B面 1. メモリーグラス 2. 雨のロンリネス 3. サマーレディ 4. 夢吹雪 5. Fall in love again 6. セーラ | LP   | 25AH-1478 |
| 2004年8月4日 | GOLDEN☆BEST 堀江淳 Singles 1. 1 メモリーグラス 2. 夢吹雪 3. ルージュ 4. セーラ 5. ラストダンス 6. Fall in love again 7. あとずさり 8. さよならの街角 9. 大いなる愛 10. 思い出ララバイ 11. エメラルド・ヴュー 12. かなしくて Loving You 13. ふたりの Holy Night 14. REMEMBER（リメンバー） 15. 迷宮～ラビリンス～ 16. CARIBBEAN CLUB（カリビアン・クラブ） 17. メモリー・グラス（オリジナル・カラオケ） | CD   | MHCL-400  |

### タイアップ
| タイアップ作品     | タイアップ                          | 収録作品                       |
| ------------------ | ----------------------------------- | ------------------------------ |
| ルージュ           | TBS系ドラマ「われら動物家族」主題歌 | シングル「ルージュ」           |
| 大いなる愛         | 映画「きつね」イメージソング        | シングル「大いなる愛」         |
| 迷宮〜ラビリンス〜 | i world TV・CFイメージソング        | シングル「迷宮〜ラビリンス〜」 |

## 楽曲提供
- アンリ菅野「街・千夜一夜」（作曲）
- VOICE「桜の道」（作詞）
- 小倉新二「おはら音頭」（作曲）
- 蛎崎弘「ロンリーナイト・ララバイ」（作詞）
- 上窪由加利「東京〜君と過ごした青春〜」（作曲）
- 北原佐和子「P.M.8:00」（作詞・作曲）
- ジェロ「なきむし倶楽部」（作曲）
- 涼風真世「哀しみの星座」（作詞・作曲）
- そのまんま美川「朧」、「さそりの毒にはかなわない」（作曲）
- ツートン青木「SIGN」（作詞・作曲）
- NAOMI「もう迷わない〜WITH YOU WITH LOVE〜」（作詞・作曲）
- 中森明菜「ドライブ」（作詞・作曲）
- まきのめぐみ「ここにある想い出」、「つばさ」（作詞・作曲）
- 増田恵子「前夜祭―イブ―」（作曲）、「一人の部屋」、「ラストシーン」（作詞・作曲）
- 松永夏代子「涙ふいてあげる」（作曲）
- 松原留美子「砂時計」（作詞・作曲）
- MAMI「ずっと…」（作詞・作曲）
- 美貴じゅん子「青い空と私…そして潮風」（作曲）
- 高樹澪「明日への約束」（作詞・作曲）

## 主なテレビ出演
- 歌の楽園（テレビ東京）
- 月〜金お昼のソングショー ひるソン!（テレビ東京）

ほか

## 主なラジオ出演
- 堀江淳のファインミュージックアワー（コミュニティFM 64局ネット　制作は杉並区のJ-CLAMP） - 出身地の苫小牧市でも2023年9月の開局よりFMとまこまいがネット
- 堀江淳と沖直実のJun For You（2023年1月7日 - 3月31日、CROSS FM） - 沖直実と共演